# Júlia Sardá
Júlia Albino Sardá (1 de dezembro de 1982) é uma jogadora de rugby sevens e union brasileira.

## Carreira
Júlia integrou o elenco da Seleção Brasileira Feminina de Rúgbi de sete que ficou em 9.° lugar na Rio 2016.